# Djinn (bande dessinée, 1964)
Pour les articles homonymes, voir Djinn (homonymie).
Djinn est une éphémère série de bande dessinée franco-belge humoristique créé en 1964 par Kiko (dessinateur) et Jacques Devos (scénariste) dans le no 1372 du journal Spirou. Elle n'a connu qu'une dizaine de récits complets avant d'être abandonnée après une dernière parution dans le no 1456 du journal Spirou en 1966.
L'intégralité de ces récits a été publiée en album en 2008 par les Éditions du Taupinambour.
La série est terminée.

## Univers

### Synopsis
Dans un orient fantastique évoquant Les Mille et Une Nuits, un djinn serviable voyage au gré des flots enfermé dans une bouteille à long col, à la recherche perpétuelle d'un bon maître à servir. La rencontre d'un nouveau maître potentiel donne lieu à chaque épisode de la série.

## Historique
Contraint de quitter l'Égypte, son pays natal,  Kiko, après un passage au Canada, arrive en Belgique où il fait la connaissance d'André Franquin qui l'accueille et l'héberge  pendant un an et demi dans son atelier et convainc Charles Dupuis de le faire entrer dans l'équipe de Spirou, magazine pour lequel il crée, sur des scénarios de Jacques Devos (crédité comme « conteur » et non pas « scénariste »), la série Djinn en 1964,.

## Publication

### Périodiques
- Le Journal de Spirou

| Titre                                                                    | Année | n° de Spirou | Commentaire |
| ------------------------------------------------------------------------ | ----- | ------------ | ----------- |
| Djinn à l’eau (une histoire de 4 planches)                               | 1964  | n° 1372      |             |
| Robinson et vendredjinn (une histoire de 4 planches)                     | 1964  | n° 1379      |             |
| Service du sultan (une histoire de 4 planches)                           | 1964  | n° 1384      |             |
| Calamity Djinn (une histoire de 4 planches)                              | 1964  | n° 1387      |             |
| Où il y a du djinn, il n’y a pas de plaisir (une histoire de 4 planches) | 1965  | n° 1402      |             |
| Œufs ou djinn bon (une histoire de 4 planches)                           | 1965  | n° 1408      |             |
| Un bon djinn, ça réchauffe (une histoire de 4 planches)                  | 1965  | n° 1416      |             |
| Vacances djinn–iales                                                     | 1965  | n° 1420      |             |
| Djinn érosité orientale (une histoire de 6 planches)                     | 1965  | n° 1425      |             |
| Marabout et Djinn’ior (une histoire de 6 planches)                       | 1966  | n° 1456      |             |

### Albums
- Djinn, reprend les 10 récits complets publiés dans Spirou, 48 pages soit 46 planches couleurs, couverture cartonnée et dos toilé, format 30 cm x 21,5 cm, édition limitée à 150 exemplaires numérotés, Éditions du Taupinambour, 2008 (DL 02/2008)  (ISBN 2-350-11023-0)[4],[5]